# Pedaliodes ochrotaenia
Pedaliodes ochrotaenia är en fjärilsart som beskrevs av Felder 1867. Pedaliodes ochrotaenia ingår i släktet Pedaliodes och familjen praktfjärilar. Inga underarter finns listade i Catalogue of Life.